# Единый пулемёт

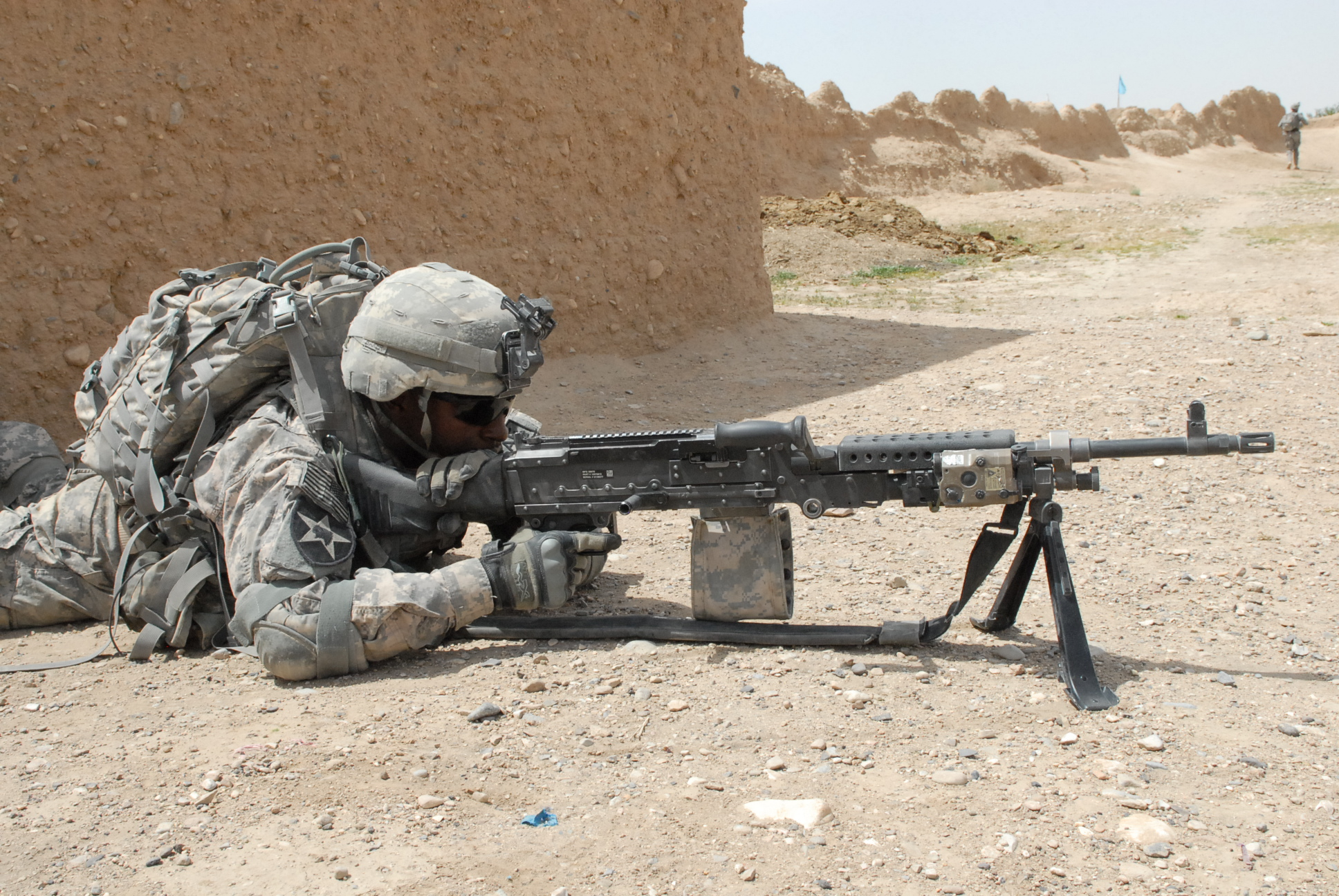
Солдат 2-й пехотной дивизии США с единым пулемётом M240 в деревне Майванд, Афганистан, 7 апреля 2007 года.

Еди́ный пулемёт — концепция универсального пулемёта, способного выполнять роль как лёгкого ручного пулемёта, используемого с сошек, так и станкового, используемого с пехотного или зенитного станка, а также танкового, используемого в спаренных и отдельных установках боевых машин (танков, бронетранспортёров и так далее), была выработана на опыте двух мировых войн.
Подобная унификация упрощала снабжение и обучение войск, обеспечивала высокую тактическую гибкость.

## История
MG 34 стал первым единым пулемётом, принятым на вооружение. Он был официально принят на вооружение Вооружённых сил Германии (Вермахта) в 1934 году и вплоть до 1942 года официально являлся основным пулемётом не только пехоты, но и танковых войск Германии. В 1942 году вместо MG 34 на вооружение был принят более простой, надёжный и дешёвый пулемёт MG 42, однако производство MG 34 не прекратилось вплоть до конца Второй мировой войны, так как он продолжал использоваться в роли танкового пулемёта в силу большей приспособленности к этому (особенно возможности питания лентой как справа, так и слева, а также возможности питания магазинами), по сравнению с MG 42. Благодаря высокому темпу огня (1200 выстр./мин), пулемёт заслужил прозвище «Пила Гитлера».

## Список единых пулемётов
| Пулемёт        | Страна       | Патрон          | Вес с сошкой (кг) | Механизм                                             |
| -------------- | ------------ | --------------- | ----------------- | ---------------------------------------------------- |
| AA-52          | Франция      | 7,5×54 мм       | 10,5              | полусвободный затвор                                 |
| FN MAG         | Бельгия      | 7,62×51 мм      | 10,9              | отвод пороховых газов, рычажное запирание            |
| HK21           | Германия     | 7,62×51 мм      | 7,92              | полусвободный затвор, роликовое запирание            |
| S&T Motiv K12  | Южная Корея  | 7,62×51 мм      | 12                | отвод пороховых газов, поворотный затвор             |
| M240           | США          | 7,62×51 мм      | 12,5              | отвод пороховых газов, рычажное запирание            |
| M60            | США          | 7,62×51 мм      | 10,6              | отвод пороховых газов, рычажное запирание            |
| MG 34          | Германия     | 7,92×57 мм      | 12,1              | отдача ствола, поворотный затвор                     |
| MG 42          | Германия     | 7,92×57 мм      | 11,57             | отдача ствола, роликовое запирание                   |
| MG3            | Германия     | 7,62×51 мм      | 11,5              | отдача ствола, роликовое запирание                   |
| HK MG5         | Германия     | 7,62×51 мм      | 10,8              | отвод пороховых газов, поворотный затвор             |
| SIG MG 50      | Швейцария    | 7,62×63 мм      | 13,4              | отвод пороховых газов, перекос затвора               |
| W+F MG 51      | Швейцария    | 7,5×55 мм       | 16                | отдача ствола, запирание раздвижными боевыми упорами |
| SIG MG 710-3   | Швейцария    | 7,62×51 мм      | 9,25              | полусвободный затвор                                 |
| QJY-88         | Китай        | 5,8×42 мм       | 11,8              | отвод пороховых газов, поворотный затвор             |
| UKM-2000       | Польша       | 7,62×51 мм      | 8,4               | отвод пороховых газов, поворотный затвор             |
| Vektor SS-77   | ЮАР          | 7,62×51 мм      | 9,60              | отвод пороховых газов, перекос затвора               |
| UK vz. 59      | Чехословакия | 7,62×54 мм R    | 8,6               | отвод пороховых газов, перекос затвора               |
| ПК             | СССР         | 7,62×54 мм R    | 9,0               | отвод пороховых газов, поворотный затвор             |
| ПКМ            | СССР         | 7,62×54 мм R    | 7,5               | отвод пороховых газов, поворотный затвор             |
| Печенег        | Россия       | 7,62×54 мм R    | 8,2               | отвод пороховых газов, поворотный затвор             |
| Тип 67         | Китай        | 7,62×54 мм R    | 11                | отвод пороховых газов, перекос затвора               |
| Тип 62         | Япония       | 7,62×51 мм      | 10,15             | отвод пороховых газов, перекос затвора               |
| Тип 86         | Китай        | 7,62×54 мм R    | 12,6              | отвод пороховых газов, поворотный затвор             |
| Браунинг M1919 | США          | 7,62×51 мм NATO | 14                | отвод пороховых газов, поворотный затвор             |

## Интересные факты
- В некотором роде, предтечей единых пулемётов был чехословацкий станковый пулемёт ZB-50, который мог использоваться с сошек и со станка[7][8].